# Gustaf Victor Schotte
Gustaf Victor Schotte (i riksdagen kallad Schotte i Nyköping), född 26 mars 1823 i Torshälla, död 15 april 1888 i Stockholm, var en svensk skolman, läroboksförfattare och riksdagsman. Han var far till Axel, Siri och Gunnar Schotte.
Schotte blev student vid Uppsala universitet 1840, filosofie magister där 1848, lektor vid Nyköpings allmänna läroverk 1864 samt förordnades 1877 till dess rektor. År 1885 valdes han av Södermanlands läns valkrets till ledamot av första kammaren, som valde honom 1886-1887 till suppleant och 1888 till ledamot av statsutskottet samt 1887-1888 till statsrevisor. I flera år var han folkskoleinspektör inom länet. 
Schotte var en erkänd pedagogisk förmåga. Han insattes 1866 i den historisk-geografiska lärobokskommissionen, och hans särskilt genom sin klarhet förtjänstfulla Lärobok i gamla tidens historia (1877) nyttjades vid undervisningen i de flesta högre läroverk. I sitt läroverks årsböcker (1879, 1880) offentliggjorde han Bidrag till Nyköpings allmänna läroverks historia.